# Vitellius római császár
Aulus Vitellius Augustus Imperator Germanicus, általánosan elterjedt néven Vitellius császár, született Aulus Vitellius (Nuceria Alfaterna, 15. szeptember 24. – Róma, 69. december 22.) a Római Birodalom császára (69. április 17-étől haláláig), a négy császár évének harmadik uralkodója volt. A flavianus szellemiségű források elhízott, mohó, tehetségtelen férfinak írják le, így nehéz objektív képet rajzolnunk róla.

## Előmenetele
Lucius Vitellius és Sextilia gyermeke volt. Édesapja az 1. század rendkívül szép karriert befutott politikusa volt: Syria helytartója volt, három alkalommal lehetett consul, és Claudius is őt választotta censortársául. Az ifjú Aulus első felesége a szintén consularis családból származó Petroniana volt, ám a 30-as években kötött házasságuk hamarosan felbomlott, miután félig vak, az anya örökösévé nyilvánított – így az apai hatalom alól mentesített – fiukat Vitellius megölte. Vitellius második felesége a praetorviselt apától származó Galeria Fundana volt. Tőle is született egy fia, akit később Vespasianus hívei gyilkoltak meg.
Vitellius életének első évei kevéssé ismertek: Suetonius szerint tizenéves koráig Caprin élt, ahol a pedofíliával vádolt Tiberius császár tartotta a székhelyét. Emiatt állítólag rebesgették, hogy apja karrierjének felívelésében az ő testi tulajdonságainak is szerepe volt. Mind Caligula, mind Claudius, mind Nero alatt a császári kegyekben állt, eközben volt a római közmunkákért felelős curator, consul Lucius nevű fivérével egy évben (48) és valamikor 55-60 körül Africa provincia proconsulja, majd a következő évben fivére alatt a tartomány legatusa is. Mivel az africai megbízatás rendkívüli megtiszteltetést jelentett, biztosra vehető, hogy előtte ő is nagy pályafutást tudhatott maga mögött. Legalább két papi collegiumnak is tagja volt: 57-től a fratres Alvares rituáléiban működött közre, és a quindecemviri sacris faciundis soraiban is helyet kapott.
Suetonius közlése szerint 68-ban mindenki nagy meglepetésére Galba az éppen szűkös anyagi körülmények között élő Vitelliust nevezte ki Germania Inferior helytartójává. Valószínűleg az indította erre, hogy meggátolja a Iulius Vindex leveréséért jutalmat váró katonák zavargását, egyúttal a katonai teljesítményt nélkülöző, falánk Vitelliustól tartania sem kellett, mint potenciális riválistól.

## Vitellius principatusa
69. január 1-jén Germania Superior legiói megtagadták az engedelmességet Galbának, mire január 2-án Vitellius hadai őt kiáltották ki császárnak. Miután Felső-Germania legiói is elismerték, Gallia, Raetia és Britannia teljes állománya hűséget fogadott neki. Vitellius tisztában volt saját korlátaival, így az előretörő hadsereg két felét Aulus Caecina Alienusra és Fabius Valensre bízta, míg ő a tartalékosokkal követte őket. Akkor sem hátráltak meg, amikor megtudták, hogy január 15-én Galbát meggyilkolva Otho, Nero hajdani ivócimborája lett a császár. Caecina és Valens márciusra kelt át az Alpokon, és Cremona mellett egyesítették erőiket. Április 15-én a bedriacumi csata során szétverték Otho hadait, mire az – meg sem várva a felmentésére közeledő pannoniai és dalmatiai legiókat – másnap öngyilkos lett. Április 17-én a senatus elismerte Vitelliust császárnak.
A győzelem és a senatusi elismerés híre az új uralkodót Galliában érte, ahol Lugdunum városában hatéves kisfiát, Germanicust örököseként mutatta be. A kicsapongó diadalmenet június-július táján érkezett a fővárosba. Vitellius tiszteletben tartotta a principatus íratlan szabályait: együttműködött a senatusszal, és még Otho híveivel sem bánt túlságosan szigorúan. A római tömegeket bőséges játékokkal látta el. Nála figyelhető meg először, hogy az addig libertinusok által ellátott állami feladatokat a lovagok számára nyitotta meg. A praetorianus gárdát és a városi cohorsokat négy, saját katonáiból toborzott urbánus és 16 praetorianus cohorsszal cserélte fel. Az Otho megsegítésére késve érkező haderőt komoly büntetésekben részesítette, több csapatot távoli tartományokba helyezett át. Nem csoda, hogy ezek a későbbiekben ellene fogtak fegyvert.

## A bukás

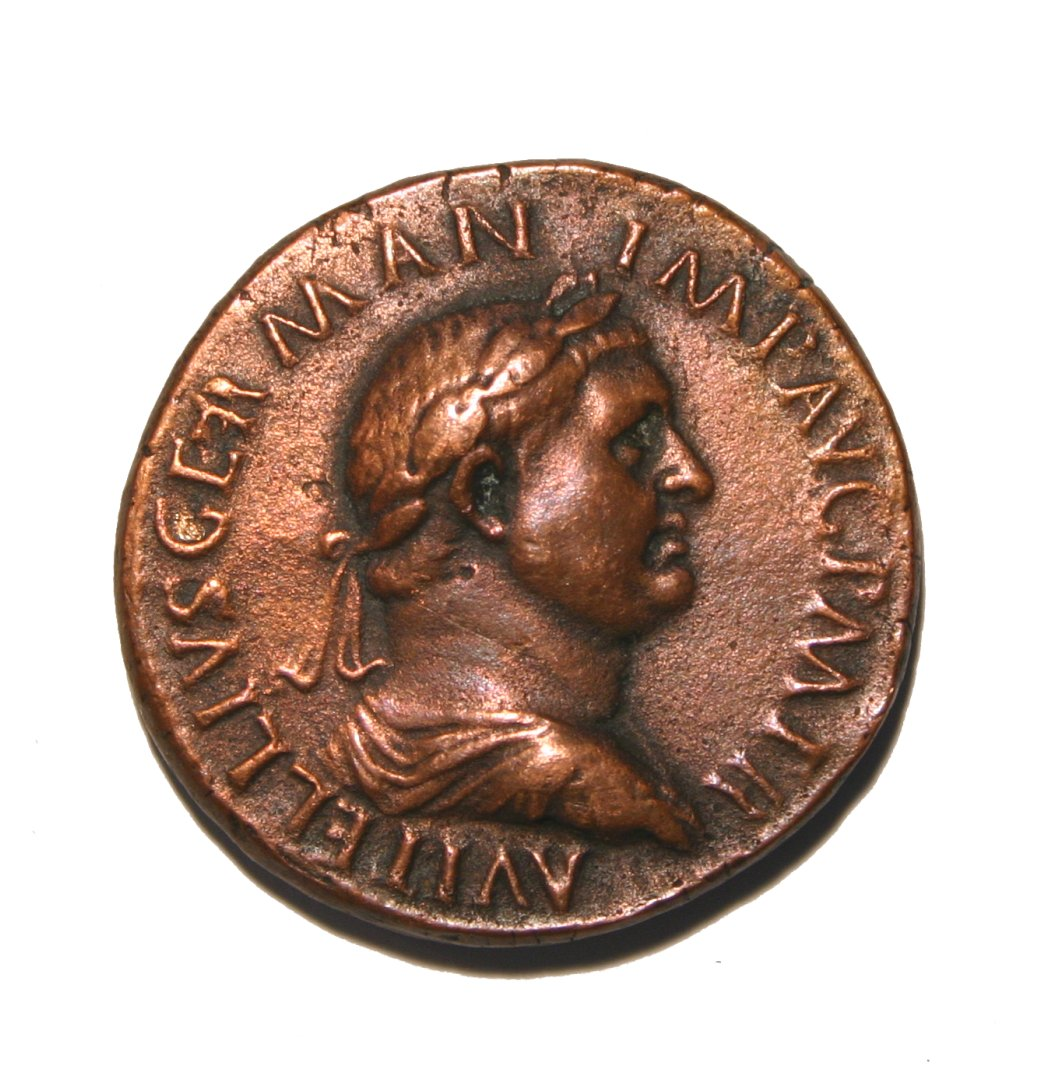
Vitellius római császár bronz sestertius érméje.

Júliusban érkezett Rómába a hír, hogy a zsidó háborút vezető Titus Flavius Vespasianust is császárrá kiáltották ki, és Tiberius Julius Alexander egyiptomi és Caius Licinius Mucianus syriai helytartó is hűséget fogadott neki. Vespasianus Mucianust indította Rómába, míg a zsidók elleni hadjárat befejezését fiára, Titusra bízta, jómaga pedig a gabonaellátás szempontjából kulcsfontosságú Egyiptomba ment.
Mucianust azonban megelőzték a dühödt pannoniai és illyricumi legiók: Marcus Antonius Primus és Cornelius Fuscus vezetésével azonnal megindultak Itália felé. Vitellius Rómában maradt, de hadvezéreire sem számíthatott: Valens betegeskedett, a consulsággal jutalmazott Caecina pedig mindinkább Vespasianus pártján állt. A vitellianus hadsereg így vezető nélkül állomásozott a Pó mellett. A cremonai csatában megsemmisítő vereséget szenvedtek, az Appenninek hágóinak elzárására küldött katonaság pedig Narnia mellett dezertált decemberben. Vidéken is lázadás robbant ki Terracina campaniai városában, ám ezt a császár fivére, Lucius még le tudta verni.
A fővárosban sem volt sokkal jobb a helyzet. Itt éppen Vespasianus fivére, Titus Flavius Sabinus volt a praefectus urbi, aki megegyezett a császárral, hogy szabad elvonulás és 100 millió sestertius ellenében lemond a hatalomról. A kísérletet azonban meghiúsították a praetorianusok, Sabinust és híveit pedig visszaszorították a Capitoliumra, ami a harcban leégett, és a praefectus urbi is odaveszett. Két napra rá Vespasianus hívei elérték Rómát. A magát rongyokba öltözve álcázó Vitellius a palota kapusának házában rejtőzött el, de elfogták, megkínozták és a Scalae Gemoniaen kivégezték. Holttestét a Tiberisbe vetették, de később özvegye gondoskodott az eltemetéséről. Fivérét is kivégezték, a következő évben pedig fiát is megölték; Vespasianus azonban gondoskodott leánya méltó kiházasításáról.